# アリス (小惑星)
アリス (291 Alice) は小惑星帯にある小惑星の一つで、フローラ族に分類される。
1890年4月25日にウィーンでヨハン・パリサによって発見された。フランス語の女性の名前が付けられたが、正確な由来は不明である。
光度曲線の分析により、アリスの極の黄道座標は(β, λ) = (55°, 65°)、 (β, λ) = (55°, 245°)で、軸が35°傾いていることが明らかになった。